# Евбул (политик)
Евбул или Эвбул (др.-греч. Εὔβουλος, около 405 года до н. э. — до 330 года до н. э.) — афинский государственный деятель второй половины IV века до н. э.
В 355 году до н. э. по инициативе Евбула афиняне согласились предоставить независимость бывшим союзникам, которые захотели получить независимость, что стало окончанием Союзнической войны. После этого Евбул стал фактическим руководителем городскими финансами. С точки зрения финансовых показателей его деятельность была весьма эффективной, так как ежегодный доход Афин со 130 талантов в 355 году до н. э. увеличился до 400 талантов в 346 году до н. э. и стал бо́льшим чем когда-либо до этого.
Согласно современным представлениям, Евбул был одним из главных представителей влиятельной политической группы, которая стремилась обеспечить Афинам мир любой ценой, в том числе путём уступок. «Партия Евбула» в 346 году до н. э. добилась заключения невыгодного для Афин соглашения с царём Македонии Филиппом II, обеспечившего лишь кратковременное перемирие, которое македонский царь использовал для подготовки к новым войнам. На этом фоне реальная власть в Афинах в конце 340-х — начале 330-х годов до н. э. перешла к «партии Демосфена», которая видела в Македонии и царе Филиппе II угрозу для независимости Афин.

## Биография
Евбул родился в семье Спинфара из аттического дема Пробалинт в конце Пелопоннесской войны (404 год до н. э.).
Первое упоминание Евбула в античных источниках связано с его предложением около 369 года до н. э. к Народному собранию разрешить Ксенофонту вернуться в Афины. В 355 году до н. э. по его инициативе афиняне согласились предоставить независимость бывшим союзникам, которые захотели получить независимость, что стало окончанием Союзнической войны. Практически сразу после её завершения в 354 году до н. э. Евбул был избран на должность управляющего зрелищным фондом, которую он занимал до 350 года до н. э. После окончания 4-летнего срока нахождения в должности Евбул передал пост Афобету, сохранив своё влияние на принятие решений. В ведении Евбула находился теорикон («зрелищные деньги»). По мнению Д. Коуквелла, именно по предложению Евбула и была создана коллегия магистратов по управлению фондом «зрелищных денег». Вопрос о том, появился ли теорикон вследствие нововведений Евбула, либо он существовал и ранее, а Евбул сделал практику раздачи денег из государственной казны народу для участия в многочисленных празднествах упорядоченной и регулярной — остаётся открытым. На этой, казалось бы, второстепенной должности управляющего теориконом Евбул стал фактическим распорядителем афинской казны, влияние которого распространялось практически на все сферы городских финансов. Он провёл закон, по которому все излишки денег поступали в теорикон, который было запрещено использовать для военных нужд. Более того, запрещалось, чуть ли не под угрозой смертной казни, поднимать вопрос каким-либо образом потратить теорикон на войну.
Во главе городских финансов Евбул проводил политику поощрения метэков, создания условий для разработки Лаврийских рудников, для устранения проблем торговли были учреждены суды, которые должны были максимально быстро решать торговые споры. При Евбуле афиняне также провели ряд строительных робот в главной городской гавани Пирее, а также увеличили свой флот. Возможно, часть из приписываемых Евбулу нововведений относятся ко времени его преемника на посту руководителя афинскими финансами Ликурга. С точки зрения финансовых показателей деятельность Евбула была очень эффективной, так как ежегодный доход Афин со 130 талантов в 355 году до н. э. увеличился до 400 талантов в 346 году до н. э. и стал бо́льшим чем когда-либо до этого.
Согласно античным источникам, Евбул инициировал судебные разбирательства против Аристофонта, Мироклея, Кефисофонта, Фаррека, Смикифа и военачальника Хареса. Деятельность Евбула приходилась на время усиления Македонии при Филиппе II, которое угрожало Афинам. Война, которую Афины были вынуждены вести с Македонией, грозила разрушением создаваемой Евбулом системы, что закономерно определяло его принадлежность к партии противников обострения отношений с Филиппом II. Вначале, по предложению Евбула, которое он провёл через Народное собрание в 348 году до н. э., афиняне отправили ряд посольств (согласно Демосфену, «чуть ли не к Красному морю») с призывом сформировать общий антимакедонский союз, которые вернулись ни с чем. Тогда ряд афинских государственных деятелей из группы Евбула поставили вопрос перед Народным собранием — немедленно возобновлять военные действия со всеми вытекающими лишениями, либо соглашаться на требования Филиппа II.

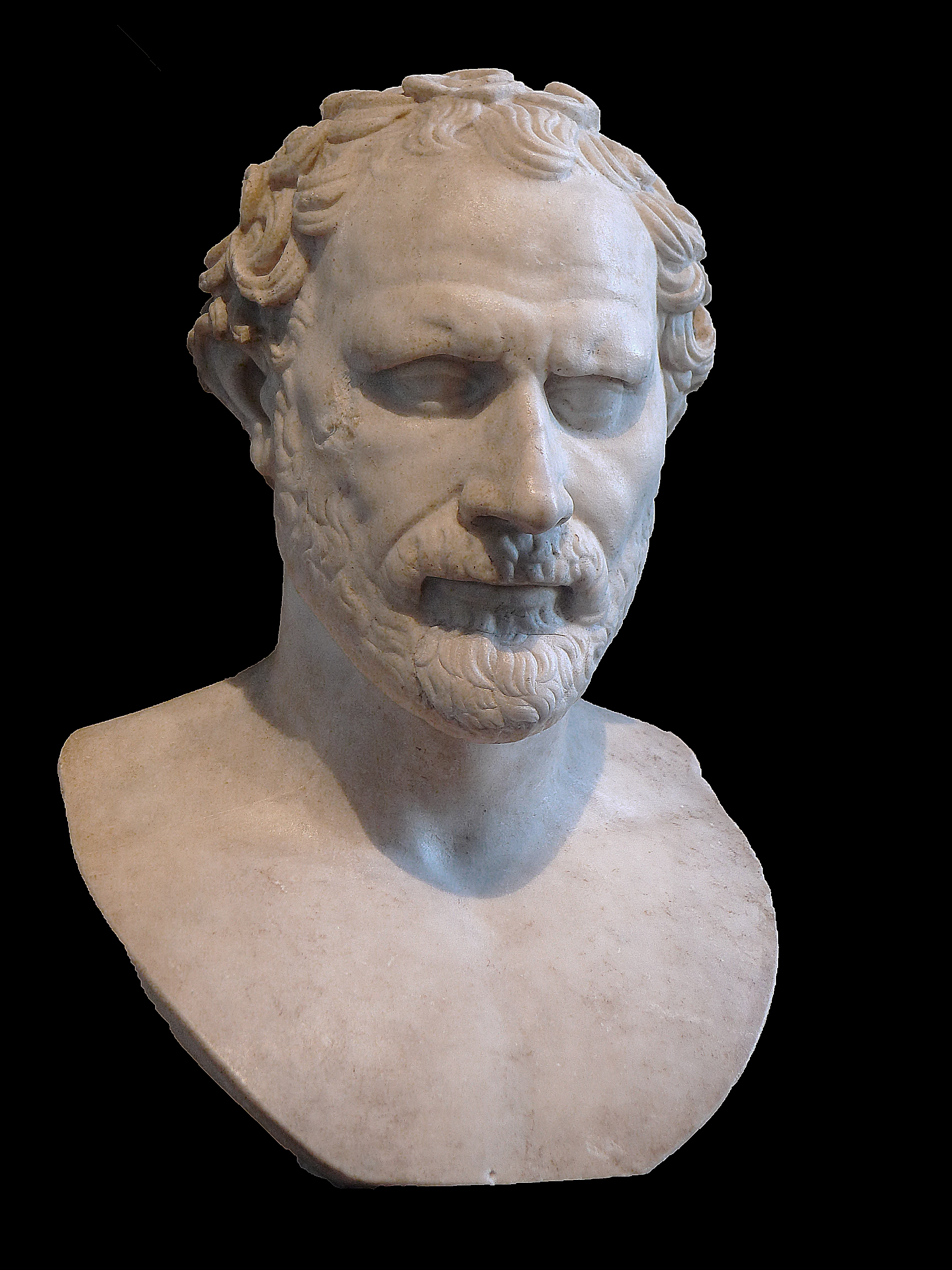
Бюст Демосфена. Римская копия с греческого оригинала авторства Полиевкт (скульптор) III века до н. э.. Лувр, Париж

По одной из версий, знаменитый оратор и государственный деятель Древних Афин Демосфен начинал свою карьеру в «команде» Евбула, в которую также входили стратеги Фокион и Навсикл, политик Лептин, богач Мидий, оратор Эсхин и др. Демосфен получил у Евбула необходимые знания о финансовой жизни города. Однако во время противостояния Эсхина и Демосфена Евбул выступал на стороне первого. Так, Эсхин в речи «О преступном посольстве» 343 года до н. э. просил Евбула стать его защитником. Демосфен, в свою очередь, воспринял последующее выступление Евбула как подлость. Он указал, что в то время как судили родственников Евбула, он не счёл необходимым выступить в их защиту. Также он упрекнул политика в том, что из-за его действий мир с Македонией стал позорным для Афин. Противостояние Евбула и Демосфена носило принципиальный характер, так как первый выступал за «мир любой ценой», второй — за подготовку к неминуемой войне с Македонией, хотя оба стремились к усилению морского могущества Афин.
Евбул умер до 330 года до н. э. Во всяком случае Демосфен в речи «За Ктесифонта о венке» 330 года до н. э. упоминает Евбула в прошедшем времени. Историк II века Павсаний описывал могилу Евбула в Афинах в Керамике.

## Оценки
Плутарх писал, что влияние и доверие, которым пользовался Евбул были связаны с тем, что он не занимался внешнеполитическими делами и не стремился занять должность стратега, а был занят исключительно городской казной, сумев во много раз повысить государственные доходы. Афиней с отсылкой на Феопомпа обвинял Евбула в мотовстве: «он постоянно расходовал [на мотовство] деньги афинян, даже предназначенные на плату наёмникам».
М. А. Кондратюк назвал Евбула крупным государственным деятелем, который обеспечил Афинам экономическое процветание. Несомненной заслугой политика стало достижение стабильности и процветания Афин после поражения в Союзнической войне. Благодаря его действиям Афины сохранили роль главного экономического центра в Эгейском море в IV веке до н. э. И. Е. Суриков считал Эвбула выдающимся финансистом своего времени. Он появился на политической сцене после окончания Союзнической войны в 355 году до н. э. Его экономические реформы были реализацией идеи Исократа о необходимости восстановления мирной жизни, переориентации городской жизни с военного на мирный путь развития. Отличие Евбула от современных министров финансов состояло в том, что он не принимал решения о расходовании средств, а лишь вносил предложения на Народное собрание, которое уже и одобряло или отвергало его инициативы.
В. В. Латышев отмечал, что деятельность Евбула по раздаче денег сделала его популярным политиком своего времени, однако существенно ослабила государство. Политика Евбула — «Мир во что бы то ни стало, любой ценой», — по мнению С. И. Радцига, привела к моральному разложению афинского демоса, превращению его в люмпен-пролетариат. Беспечность общества, к которой привела политика Евбула, имела также воздействие на развитие искусства и философии. Отличительными чертами их развития стали формализм и отсутствие видения перспективы, изучение частностей без особых попыток их обобщения.
Й. Уортингтон считал, что Евбул прекрасно осознавал угрозу, которая исходила от Филиппа II для Афин. Именно поэтому афиняне отправили помощь осаждённой Мефоне в 354 году до н. э., в 353 году до н. э. вели военные действия на Херсонесе Фракийском, а в 352 году до н. э. отправили на помощь правителю Фокиды Фаиллу большой воинский контингент под командованием Навсикла, чтобы блокировать Фермопильское ущелье и не допустить македонян в Центральную Грецию.
Так как невыгодный для Афин договор с Македонией 346 года до н. э. не принёс мир, а лишь обеспечил кратковременное перемирие, которое Филипп II использовал для подготовки к новым войнам, около 340 года до н. э. «партия Евбула» потерпела поражение и реальная власть в Афинах перешла к «партии Демосфена», которая видела в Македонии и царе Филиппе II угрозу для независимости Афин. Д. Коуквелл отмечал, что несмотря на влияние, которым Евбул пользовался в 350—340-х годах в Древних Афинах, его нельзя сравнивать с Периклом, который фактически руководил государством в течение 15 лет. Евбул, по мнению Д. Коуквелла, был одним из главных представителей влиятельной политической группы, которая в конце 340-х — начале 330-х годов до н. э. уступила лидирующие позиции «партии Демосфена». Также, несмотря на то, что Евбул был сторонником «мира, во что бы то ни стало», во время его наибольшего влияния Афины вели ряд военных операций в бассейне Эгейского моря. По мнению историка, это свидетельствует о том, что деятельность Евбула преимущественно ограничивалась внутриафинскими, а не внешними, делами.

### Исследования
- Кембриджская история древнего мира / под редакцией Д.-М. Льюиса, Дж. Бордмэна, С. Хорнблоуэра, М. Оствальда. Перевод, научное редактирование, примечания А. В. Зайкова. — М.: Ладомир, 2017. — Т. VI. Четвёртый век до нашей эры. Второй полутом. — 720 с. — ISBN 978-5-86218-542-3.
- Кондратюк М. А. Теорикон // Вестник древней истории. — М.: Наука, 1989. — № 1. — С. 137—144.
- Латышев В. В. Очеркъ греческихъ древностей. Часть I-я: государственныя и военныя древности. — изданіе 2-е. — СПб.: Типографія В. Безобразова, 1888.
- Радциг С. И. Демосфен — оратор и политический деятель // Демосфен. Речи. — Памятники исторической мысли, 1996. — Т. III. — С. 405—484. — ISSN 5-88451-012-8.
- Евбул / А. В. Стрелков // Динамика атмосферы — Железнодорожный узел [Электронный ресурс]. — 2007. — (Большая российская энциклопедия : [в 35 т.] / гл. ред. Ю. С. Осипов ; 2004—2017, т. 9). — ISBN 978-5-85270-339-2.
- Суриков И. Е. Античная Греция: политики в контексте эпохи. На пороге нового мира. — М.: Русский фонд содействия образованию и науке, 2015. — 392 с. — ISBN 978-5-91244-140-0.
- Уортингтон Й[нем.]. Филипп II Македонский. — СПб. — М.: Евразия — ИД Клио, 2014. — 400 с. — ISBN 978-5-91852-053-6.
- Цымбал О. Г. Роль «зрелищных денег» в классических Афинах // Экономика. Политика. Культура: сб. науч. тр.  / В.В. Дементьева, М.Е. Ерин (отв. ред.). — Ярославль: Научно-образовательный центр антиковедения Ярославского государственного университета им. П. Г. Демидова, 2008. — С. 3—7.
- Шофман А. С. История античной Македонии. — Казань: Издательство Казанского университета, 1960. — Т. 1: Доэллинистическая Македония. — 300 с. — 700 экз.
- Cawkwell G. L. Eubulus (англ.) // The Journal of Hellenic Studies. — The Society for the Promotion of Hellenic Studies, 1963. — Vol. 83. — P. 47—67. — doi:10.2307/628453. — JSTOR 628453.
- Kirchner J[нем.]. Eubulos 8 // Paulys Realencyclopädie der classischen Altertumswissenschaft :  [нем.] / Georg Wissowa. — Stuttgart : J. B. Metzler’sche Verlagsbuchhandlung, 1907. — Bd. VI, 1. — Kol. 876—877.